# IKAP
 (février 2017).
Si vous disposez d'ouvrages ou d'articles de référence ou si vous connaissez des sites web de qualité traitant du thème abordé ici, merci de compléter l'article en donnant les références utiles à sa vérifiabilité et en les liant à la section « Notes et références ».
IKAP est une société commune partagée à 50 % entre le groupe PSA et Iran Khodro. L'objectif de la création de cette société en 2016, est de produire de nouveaux produits PSA en Iran et de les exporter vers le Moyen-Orient et, éventuellement en Asie occidentale. Les premiers véhicules produits sont la Peugeot 2008, la Citroën C3 III, suivis des Peugeot 208, Peugeot 301 et deux autres modèles Citroën.